# Waiting Game (Zoot Sims)
Waiting Game è un album di Zoot Sims, registrato il 28 novembre 1966 a Londra e pubblicato dalla Impulse! Records nel 1967.

## Tracce
Lato A
1. Old Folks – 4:46 (Dedette Lee Hill, Willard Robinson)
2. I Wish I Knew – 4:05 (Mack Gordon, Harry Warren)
3. Once We Loved – 2:40 (Gary McFarland)
4. It's a Blue World – 3:34 (Bob Wright, George Forrest)
5. September Song – 4:44 (Kurt Weill, Maxwell Anderson)

Lato B
1. Over the Rainbow – 4:57 (E.Y. Yip Harburg, Harold Arlen)
2. Stella by Starlight – 4:33 (Ned Washington, Victor Young)
3. Once I Could Have Loved (Theme from "13") – 3:30 (Gary McFarland)
4. You Go to My Head – 3:59 (Haven Gillespie, J. Fred Coots)
5. Does the Sun Really Shine on the Moon? – 5:40 (Gary McFarland)

## Musicisti
A1, A2, A3, A4, A5, B3, B4 e B5
- Zoot Sims - sassofono tenore, voce
- Jack Parnell - conduttore musicale
- Gary McFarland - arrangiamenti
- David Snell - arpa
- sconosciuto - corno inglese
- sconosciuto - oboe
- sconosciuto - corno francese
- sconosciuto - chitarra acustica
- sconosciuto - contrabbasso
- sconosciuto - batteria
- sconosciuti - 11 violini
- sconosciuti - 2 violoncelli
- sconosciuti - 4 viola

B1 e B2
- Zoot Sims - sassofono tenore
- Kenny Napper - conduttore musicale
- Gary McFarland - arrangiamenti
- David Snell - arpa
- sconosciuto - corno inglese
- sconosciuto - oboe
- sconosciuto - corno francese
- sconosciuto - chitarra acustica
- sconosciuto - contrabbasso
- sconosciuto - batteria
- sconosciuti - 11 violini
- sconosciuti - 4 viola
- sconosciuti - 2 violoncelli[5]